# Huecco
Iván Sevillano Pérez (Plasencia, 28 mars 1974), alias Huecco, est un chanteur espagnol.
Il grandit à Madrid (Aluche) et à Leganés. Il étudia les sciences de l'information, fut patineur et membre du groupe de rock Sugarless avant de devenir célèbre avec son single Pa' mi guerrera en 2006. 
http://www.20minutos.es/entrevistas/huecco/313/l/
Il enregistra le vidéo-clip Se acabaron las lágrimas avec le soutien du ministère de l'Égalité.
L'hymne officiel de la Coupe du monde de basket-ball masculin 2014 est la chanson Sube la Copa, écrite, composée et interprétée par Huecco. Il est dévoilé en août 2014 et distribué sur les plates-formes de téléchargement iTunes, Spotify et Deezer. Les fonds récoltés sont reversés à plusieurs fondations espagnoles ainsi qu'à celle de la FIBA.

## Discographie
- Huecco, 2006
- Assalto, 2008
- Dame vida, 2011[2]

### Avec Sugarless
- Asegúramelo (Mans Records, 1998)
- Más Gas (Zero Records, 2002)
- Vértigo (Zero Records, 2003)